# جنغل (سمك)
جُنغُل هو الاسم الهندي وجُغْلاس الاسم الهندوسي (الاسم العلميGagata). جنس أسماك نهرية من مفتوحات المثانة وفصيلة السيصورات. أعطانها آسيا في شبه القارة الهندية (أكثر الانواع) وبورما.